# Masoarivo (Antsalova)
Pour les articles homonymes, voir Masoarivo.
Masoarivo est une ville et une commune rurale de l'ouest de Madagascar, appartenant au district d'Antsalova, appartenant à la région de Melaky, dans la province de Majunga.

## Démographie
La population est estimée à environ 8 000 habitants en 2001.

## Économie
Les principales cultures sont principalement le riz, le maïs, la banane et le manioc.